# فرودگاه بین‌المللی بوزمن یلوواستون
فرودگاه بین‌المللی بوزمن یلوواستون (به انگلیسی: Bozeman Yellowstone International Airport) یک فرودگاه همگانی مسافربری با کد یاتا BZN است که یک باند فرود آسفالت دارد و طول باند آن ۲۷۴۴ متر است. این فرودگاه در کشور ایالات متحده آمریکا قرار دارد و در ارتفاع ۱۳۶۳ متری از سطح دریا واقع شده‌است.

## شرکت‌های هواپیمایی و مقصدهای پروازی
| شرکت‌های هواپیمایی                        | مقصدهای پروازی                                                                                          |
| ---------------------------------------- | --- |
| آلاسکا ایرلاینز اجرا توسط هوریزن ایر     | سیاتل-تاکوما فصلی: پورتلند                                                                              |
| آلاسکا ایرلاینز اجرا توسط اسکای‌وست       | فصلی: پورتلند                                                                                           |
| الیجنت ایر                               | مک‌کاران، فینکس-مسا                                                                                      |
| امریکن ایرلاینز                          | فصلی: دالاس-فورت ورث                                                                                    |
| امریکن ایگل                              | دالاس-فورت ورث فصلی: اوهر شیکاگو                                                                        |
| دلتا ایرلاینز                            | مینیاپولیس−سنت پل، سالت‌لیک‌سیتی فصلی: هارتسفیلد-جکسون آتلانتا، لس‌آنجلس (starts December 2017), لاگواردیا |
| دلتا کانکشن                              | مینیاپولیس−سنت پل، سالت‌لیک‌سیتی، سیاتل-تاکوما فصلی: لس‌آنجلس                                              |
| فرانتیر ایرلاینز                         | فصلی: دنور                                                                                              |
| JetSuiteX اجرا توسط Delux Public Charter | فصلی: سان خوزه                                                                                          |
| یونایتد ایرلاینز                         | دنور فصلی: اوهر شیکاگو، لیبرتی نیوآرک، سانفرانسیسکو                                                     |
| یونایتد اکسپرس                           | دنور، اوهر شیکاگو فصلی: جرج بوش، لس‌آنجلس، سانفرانسیسکو                                                  |